# Вильеда Моралес, Рамон
Хосе Рамон Адольфо Вильеда Моралес (исп. José Ramón Adolfo Villeda Morales; 26 ноября 1908, Окотепеке, Окотепеке, Гондурас — 8 октября 1971, Нью-Йорк, Соединённые Штаты Америки) — гондурасский политический деятель, президент Гондураса (1957—1963).

## Биография
Хосе Рамон Адольфо Вильеда Моралес получил медицинское образование в Национальном университете Гондураса, где был президентом Федерации студентов. В 1938 году с женой переехал в Германию, где поступил в аспирантуру.
В 1940 году вернулся в Гондурас, работал в педиатрической клинике в Санта-Роса-де-Копан, затем основал собственную медицинскую клинику в Тегусигальпе, вскоре был избран президентом медицинской Ассоциации Гондураса. На этом посту занимался вопросами повышения доступности отдельных видов медпомощи населению. Вслед за этим организует первую клинику Красного Креста в стране, где тысячи малоимущих могут получать бесплатную медицинскую помощь.
Вильеда Моралес, прозванный за малый рост и ораторские способности «Маленькой птичкой», активно участвовал в реорганизации Либеральной партии и в 1949 году стал её председателем. Он основал и возглавил ежедневную партийную газету «El Pueblo», в 1953 году успешно провел кампанию на муниципальных выборах и был выдвинут кандидатом в президенты. На выборах 10 октября 1954 года, которые проходили на фоне последствий майской всеобщей забастовки рабочих банановых плантаций, Вильеда Моралес одержал победу, однако под нажимом США результаты выборов были признаны недействительными и временным президентом стал вице-президент Х. Лосано Диас. В июле 1956 года Вильеда Моралес был выслан в Сан-Хосе (Коста-Рика) и вернулся на родину в ноябре того же года после военного переворота и объявления амнистии. Он был назначен послом Гондураса в США и подал в отставку в сентябре 1957 года, накануне новых выборов. 16 ноября 1957 года Конституционная ассамблея, большинство мест в которой принадлежало Либеральной партии, избрала Вильеду Моралеса президентом страны.
В первые годы правления провел ряд социальных реформ: было введено прогрессивное аграрное и трудовое законодательство, национализирована железная дорога. Развернулось строительство объектов социальной сферы, производственной инфраструктуры, был урегулирован территориальный спор с Никарагуа. Однако под давлением военных отошёл от этого курса. В 1960 году принимается декрет, запрещающий демократические издания, в 1961 году разорваны дипломатические отношения с Кубой. В 1963 году за несколько дней до истечения президентского мандата свергнут в результате военного переворота и бежал в Коста-Рику.
Хосе Рамон Адольфо Вильеда Моралес скончался 8 октября 1971 года от сердечного приступа, находясь на посту постоянного представителя Гондураса при ООН.